# Puchar Ameryki Południowej w narciarstwie alpejskim kobiet 2021
Puchar Ameryki Południowej w narciarstwie alpejskim kobiet w sezonie 2021 rozgrywane pod patronatem Międzynarodowej Federacji Narciarskiej (FIS) w lecie 2021 roku. Puchar miał rozpocząć się 7 sierpnia w argentyńskim Chapelco. Ostatnie zawody obecnej edycji miały zostać rozegrane 29 września 2021 roku w chilijskim Corralco, jednak zawody zostały odwołane, tj. cały cykl.

## Podium zawodów
| Lp. | Data             | Miejscowość    | Konkurencja | 1. Miejsce | 2. Miejsce | 3. Miejsce |
| --- | ---------------- | -------------- | ----------- | ---------- | ---------- | ---------- |
| 1.  | 7 sierpnia 2021  | Chapelco       | Gigant      | Odwołano   | Odwołano   | Odwołano   |
| 2.  | 8 sierpnia 2021  | Chapelco       | Gigant      | Odwołano   | Odwołano   | Odwołano   |
| 3.  | 10 sierpnia 2021 | Cerro Catedral | Slalom      | Odwołano   | Odwołano   | Odwołano   |
| 4.  | 11 sierpnia 2021 | Cerro Catedral | Slalom      | Odwołano   | Odwołano   | Odwołano   |
| 5.  | 28 sierpnia 2021 | La Parva       | Slalom      | Odwołano   | Odwołano   | Odwołano   |
| 6.  | 28 sierpnia 2021 | La Parva       | Slalom      | Odwołano   | Odwołano   | Odwołano   |
| 7.  | 29 sierpnia 2021 | El Colorado    | Gigant      | Odwołano   | Odwołano   | Odwołano   |
| 8.  | 29 sierpnia 2021 | El Colorado    | Gigant      | Odwołano   | Odwołano   | Odwołano   |
| 9.  | 31 sierpnia 2021 | La Parva       | Zjazd       | Odwołano   | Odwołano   | Odwołano   |
| 10. | 1 września 2021  | La Parva       | Zjazd       | Odwołano   | Odwołano   | Odwołano   |
| 11. | 2 września 2021  | La Parva       | Supergigant | Odwołano   | Odwołano   | Odwołano   |
| 12. | 3 września 2021  | La Parva       | Kombinacja  | Odwołano   | Odwołano   | Odwołano   |
| 13. | 13 września 2021 | Cerro Castor   | Slalom      | Odwołano   | Odwołano   | Odwołano   |
| 14. | 14 września 2021 | Cerro Castor   | Slalom      | Odwołano   | Odwołano   | Odwołano   |
| 15. | 15 września 2021 | Cerro Castor   | Gigant      | Odwołano   | Odwołano   | Odwołano   |
| 16. | 16 września 2021 | Cerro Castor   | Gigant      | Odwołano   | Odwołano   | Odwołano   |
| 17. | 17 września 2021 | Cerro Castor   | Kombinacja  | Odwołano   | Odwołano   | Odwołano   |
| 18. | 18 września 2021 | Cerro Castor   | Supergigant | Odwołano   | Odwołano   | Odwołano   |
| 19. | 28 września 2021 | Corralco       | Zjazd       | Odwołano   | Odwołano   | Odwołano   |
| 20. | 28 września 2021 | Corralco       | Zjazd       | Odwołano   | Odwołano   | Odwołano   |
| 21. | 29 września 2021 | Corralco       | Kombinacja  | Odwołano   | Odwołano   | Odwołano   |
| 22. | 29 września 2021 | Corralco       | Supergigant | Odwołano   | Odwołano   | Odwołano   |